# Murphy-Gletscher
Der Murphy-Gletscher ist ein Gletscher an der Loubet-Küste des Grahamland auf der Antarktischen Halbinsel. Er fließt in hauptsächlich westlicher Richtung zum Orford-Kliff, wo er in den Wilkinson-Gletscher vor dessen Einmündung in die Skog Bay am Lallemand-Fjord übergeht.
Kartiert wurde er anhand von Luftaufnahmen der Falkland Islands and Dependencies Aerial Survey Expedition (FIDASE, 1956–1957). Namensgeber ist Thomas Leyden Murphy (1927–1985), Vermessungsassistent auf der Detaille-Insel im Jahr 1956 und späterer Leiter des Falkland Islands and Dependencies Survey.